# Stupava (okres Malacky)
Stupava er en by i det vestlige Slovakiet. Byen ligger i regionen Bratislava i Slovakiet. Den ligger kun 18 kilometer fra den slovakiske hovedstad  Bratislava. Byen har et areal på 67,5 km² og en befolkning på 12.685(2023) indbyggere.

## Eksterne links
- Officiel hjemmeside

- Wikimedia Commons har flere filer relateret til Stupava (okres Malacky)